# We Can Do Anything (Violent Femmes)
We Can Do Anything è il nono album in studio del gruppo rock statunitense Violent Femmes, pubblicato nel 2016. Si tratta del primo album in studio della band dal 2000.

## Tracce
1. Memory – 3:03
2. I Could Be Anything – 3:42
3. Issues – 3:05
4. Holy Ghost – 2:35
5. What You Really Mean – 3:51
6. Foothills – 2:43
7. Traveling Solves Everything – 2:58
8. Big Car – 2:55
9. Untrue Love – 3:16
10. I'm Not Done – 2:12

## Formazione
- Gordon Gano - voce, chitarra, banjo
- Brian Ritchie - basso, voce
- Brian Viglione - batteria, percussioni, voce